# Сошимілко
Сошимілко або Сочімілко (ісп. Xochimilco, МФА: [so.tʃi.ˈmil.ko], від науатль xóchitl — «квітка», milli — «поле», co — «місце») — одна з 16 «делегацій» міста Мехіко. На півночі межує з Койоаканом, Тлаплан і Істапалапою, на заході з Тлауаком і на південному сході з Мілпа-Альта. Площа району становить 122 км², це третій за розміром район Мехіко.
Сошимілко всесвітньо відомий своєю мережею каналів — залишками стародавнього озера Сошимілко. Район зберігає багато своїх традицій, попри те, що район знаходиться в межах столиці та впливу урбанізації. Фільми, такі як María Candelaria (1940), надали району роментичну репутацію, де мешканці подорожують на кольорових човнах, прикрашених квітами — trajineras. Зараз сільське господарство на прилеглих до каналів територіях (чинампас) залишається важливою, але не головною діяльністю населення — канали вкривають лише невелику частину колишньої території. Зараз район є улюбленим місцем відпочинку мешканців Мехіко та туристів і, разом із центром Мехіко, включений до списку Світової спадщини ЮНЕСКО.